# Lucid Dreams
"Lucid Dreams" é um single da banda escocesa Franz Ferdinand, do álbum Tonight: Franz Ferdinand.

## Versão Pré-album
Originalmente podendo ser escutada pelo site da banda e pelo video game Madden NFL 09, foi lançada pelo iTunes em 19 de agosto de 2008.

## Versao álbum
O single é diferente da versão que aparece no Tonight: Franz Ferdinand, que foi descrito por vários críticos como o ponto alto do álbum. A ponte álbum pré-agora começa a música, o coro foi revisto eo segundo original verso e final são omitidos, com 'trance ácido "um minuto quase quatro instrumental tomando seu lugar.

## Performances ao vivo
Duas versões dessa música são usados quando tocada ao vivo. Os dois versos e refrões do álbum segue versão pré-na última seção da versão do álbum, por vezes, incluindo a repartição instrumental. A introdução e coro da versão do álbum não são usados. À medida que o outro é, essencialmente, um congestionamento enorme (que gira em torno de uma linha de synth arpeggiated criado em um Minimoog Voyager), toda a música é conhecida a durar mais de 14 minutos.

## 2014-presente
A canção voltou a ser tocada em 2014 após quase 4 anos sem ser executada. Ela foi escolhida pelo público em uma promoção que a banda fez, em que os espectadores teriam o direito de escolher 5 canções para serem executadas durante o BBC 6 Music Festival em Manchester na Inglaterra. Foi executada como na versão single e desde então vem sendo executada nos shows seguintes da banda na turnê Right Thoughts, Right Words, Right Action.

## Charts
| Chart (2008)                 | Peak position |
| ---------------------------- | ------------- |
| Canadá Singles Chart         | 35            |
| Hot Canadian Digital Singles | 17            |